# Меексі
Ме́ексі (ест. Meeksi küla) — село в Естонії, у волості Ряпіна повіту Пилвамаа.

## Населення
Чисельність населення на 31 грудня 2011 року становила 82 особи.

## Історія
До 22 жовтня 2017 року село входило до складу волості Меексі й було її адміністративним центром.